# Kolumbia na Letnich Igrzyskach Olimpijskich 1956
Kolumbia na Letnich Igrzyskach Olimpijskich 1956 była reprezentowana przez 26 zawodników (sami mężczyźni). Zawodnicy nie zdobyli ani jednego medalu.
Był to czwarty występ Kolumbijczyków na Letnich Igrzyskach Olimpijskich.

## Skład kadry

### Kolarstwo
- Jaime Villegas – szosa – 40 miejsce
- León Mejía – sprint – nie dotarł do finału
- Jorge Luque – szosa – DNF
- Pablo Hurtado – szosa – 39 miejsce
- Ramón Hoyos – szosa – 13 miejsce
- Octavio Echeverry – 1000 m na czas – 15 miejsce
- Drużynowo (Ramón Hoyos, Pablo Hurtado, Jaime Villegas, Jorge Luque) – szosa – 8 miejsce
- Drużynowo (Octavio Echeverry, Honorio Rua, Héctor Monsalve, Ramón Hoyos) – sztafeta 4x1 000 m – nie dotarli do finału

### Lekkoatletyka
- Jaime Aparicio – 400 m – nie dotarł do finału, 400 m przez płotki – nie dotarł do finału
- Guillermo Zapata – 110 m przez płotki – nie dotarł do finału
- Sztafeta 4 × 400 m (Guillermo Zapata, Carlos Sierra, Alfonso Muñoz, Jaime Aparicio) – nie dotarli do finału

### Pływanie
- Sergio Martínez – 100 m dowolnym – nie dotarł do finału
- Gilberto Martínez – 400 m dowolnym – nie dotarł do finału
- Álvaro Gómez – 200 m klasycznym – nie stanął na starcie półfinału

### Podnoszenie ciężarów
- Ney López – waga lekka – DNF
- Carlos Caballero – waga średnia – DNF

### Strzelectwo
- William Pietersz – trap – 22 miejsce
- Guilmermo Padila – karabin małokalibrowy trzy postawy – 44 miejsce
- Enrique Hannaberg – pist. szybkos. 25 m – 32 miejsce, pist. dowolny 50 m – 14 miejsce

### Szermierka
- Alfredo Yanguas – szpada ind. – odpadł w I rundzie, szabla ind. – odpadł w II rundzie
- Pablo Uribe – floret ind. – odpadł w I rundzie
- Emilio Echeverri – floret ind – odpadł w I rundzie, szpada ind. – odpadł w I rundzie, szabla ind. – odpadł II rundzie
- José del Carmen – szabla ind. – odpadł w I rundzie
- Emiliano Camargo – szpada ind. – odpadł w I rundzie
- Gabriel Blando – floret ind. – odpadł w I rundzie
- floret druż. (Pablo Uribe, Emilio Echeverri, Gabriel Blando, Emiliano Camargo) – odpadli w I rundzie
- szpada druż. (Alfredo Yanguas, Emiliano Camargo, Emilio Echeverri, Pablo Uribe) – odpadli w I rundzie

## Źródła
- Sport-reference. sports-reference.com. [zarchiwizowane z tego adresu (2008-12-23)].